# محمد لقمانیان

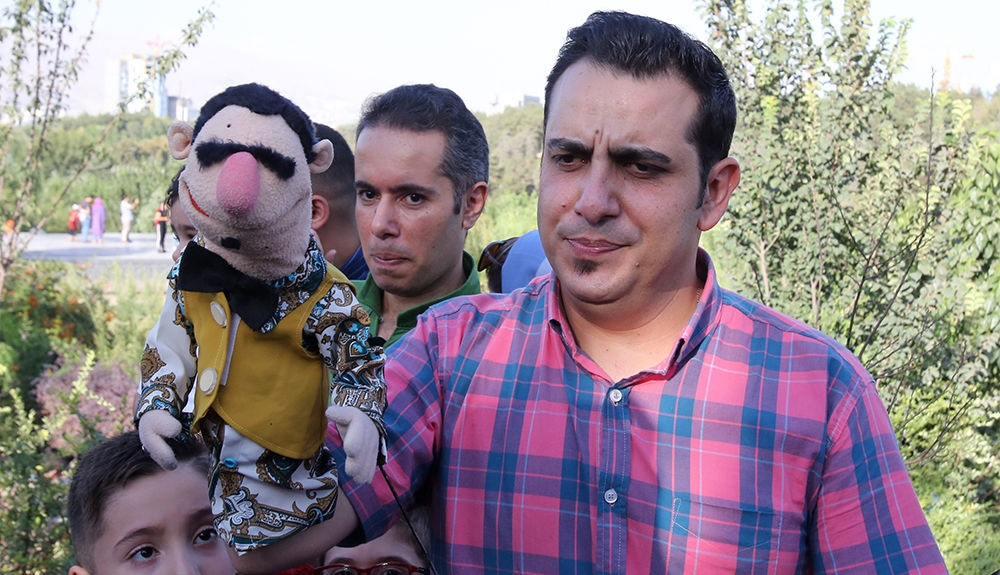
محمد لقمانیان و لقمه در مراسم افتتاح هفدهمین جشنواره بین‌المللی نمایش عروسکی

محمد لُقمانیان (زادهٔ ۱ فروردین ۱۳۶۳ در دوحه قطر) عروسک‌گردان اهل ایران است.

## زندگی هنری
لقمانیان ۱ فروردین سال ۱۳۶۳ در دوحه، قطر متولد شد. تا سن ۳ سالگی به دلیل مأموریت‌های پدرش که کارمند آموزش و پرورش بود، در قطر ساکن بودند و بعد از آن در شهر قوچان (در خراسان رضوی) محل زندگی اصلی ساکن شد. از کودکی به تئاتر گرایش پیدا کرد و در مقطع پنجم دبستان، جایزه برترِ بازیگری تئاتر دانش آموزی را کسب نمود. پس از اخذ دیپلم ریاضی در سال ۱۳۸۲ به رشته تئاترِ دانشکده هنرهای زیبای دانشگاه تهران راه یافت. در دوران دانشجویی تئاتر عروسکی را تجربه کرد و در جشنواره‌های دانشجویی تقدیر شد. در همان زمان با «مریم سعادت» آشنا شد و در تئاتر «کنسرت حشرات» حضور یافت و به برنامه‌های تلویزیونی راه پیدا کرد. پس از آن در چند برنامه و سریال عروسکی حضور پیدا کرد تا اینکه در سال ۱۳۸۹ همکاری خود را با مجموعه «کلاه قرمزی» به کارگردانی «ایرج طهماسب» و «حمید جبلی» با عروسک‌گردانی «فامیل دور» و صداپیشگی کاراکتر «بچه فامیل دور» آغاز نمود.

## آثار محمد لقمانیان
- مسئولیت شکستن سکوت مطلق[۲]
- چه کسی گربه را جابه‌جا کرد؟[۳]
- مخ‌پریشون‌های شلم[۴]
- عروسک گردانی فامیل دور
- صداپیشگی بچه فامیل دور
- عروسک‌گردانی «پشه» و «قیمه» در مجموعه نمایشی مهمونی
- صدا پیشگی شاهد در شکرستان
- کارگردانی مجموعه تلویزیونی شوخی شوخی